# Lijst van platenlabels U
Dit is een lijst van platenlabels met als beginletter een U.
- U-Freqs
- Ugly Man Records
- Ugly Nephew Records
- UHD&C Record Company
- UK Records
- Ultimae Records
- The Ultimate Group
- Ultra Records
- Umami Records
- UMTV
- Unart Records
- Uncensored Records
- Uncle Howie Records
- Uncle Louie Music Group
- Unda K9 Records
- Unda K9 Records
- Unday Records
- Underground Operations
- Underground Resistance
- UNESCO Collection
- Unexpected Records
- Unholy Records
- Uni Records

- Unicorn-Kanchana
- Unidisc Music Inc.
- Union City Recordings
- Union Label Group
- Unique Leader Records
- United Artists Records
- United Records
- United Telefilm Records
- Universal Classics Group
- Universal Edition
- Universal Motown Records Group
- Universal Music Group
- Universal Music Latin Entertainment
- Universal Records
- Universal South Records
- University Recording Company
- Univision Music Group
- Unlabel
- Unlockedgroove
- Unmatched Brutality Records
- Unstable Ape Records
- Untidy Dubs Records

- Up Above Records
- Up Records
- UpFront Records
- Uppity Cracker
- Uprising Records
- Upsetter Records
- Upside Records
- Uptown Records (hiphop)
- Uptown Records (jazz)
- Urban Jungle
- Urban Records
- UrbanTone Records
- Urban Takeover
- URBNET Records
- URBR
- Urgent! Records
- Urinine Records
- US Records
- Utopia Records
- UTP Records
- UZI Suicide